# MADS盒
MADS盒蛋白（英語：MADS-box）基因是一大类与高等植物花器发育有关的调控基因，具有同源异形框基因的功能。MADS的命名由四个基因的第一个第1个字母组合而成，即酵母MCMI，拟南芥（Arabidopsis thaliana）AG（Agamous），金鱼草DEFA和动物血清应激因子（SRF，serum response factor），它们都是转录调控蛋白，在结构上具有同源性。
MADS盒基因可分为三大类群，即A、B和C三组，它们均有典型的MADS盒顺序，在高等植物花器发育的不同位置起作用。植物花朵的结构大同小异，均有四轮器官，第一轮为花萼，第二轮为花瓣，第三轮为雄蕊，第四轮为心皮。A类基因控制外侧2轮花器的分化，B类涉及第二和第三轮花器的发育，C类基因负责内部2轮花器的确定性。若发生MADS盒基因突变，花旗的位置将发生互换。这就是经典的ABC模型理论。
植物的MADS盒蛋白有四个特征区，分别为MADS盒，I,K,C域。MADS盒含57个氨基酸，可与DNA双螺旋的小沟专一性结合。I区为间隔顺序，K区因含类角蛋白（keratin）而取名，长约70个氨基酸。C区为羧基端，顺序变化较大，可与辅助因子结合启动基因转录。